# Faculdade de Arquitetura e Urbanismo da PUCRS
A Faculdade de Arquitetura e Urbanismo (FAU) é uma das vinte e duas faculdades da Pontifícia Universidade Católica do Rio Grande do Sul.

## História
Estabelecida em agosto de 1996, vem se destacando como uma das melhores faculdades de arquitetura e urbanismo do estado e do Brasil, conquistando prêmios nacionais e internacionais. Ocupa o prédio 9 da Universidade.

## Departamentos
- Departamento de Expressão Gráfica;
- Departamento de Projetos;
- Departamento de Teoria e História;

## Laboratórios
- Laboratório de Projetos Assistidos por Computador;
- Laboratório de Maquetes;
- Laboratório de Conforto Ambiental e Modelos Estruturais;
- Laboratório de Som e Imagem;

## Cursos oferecidos

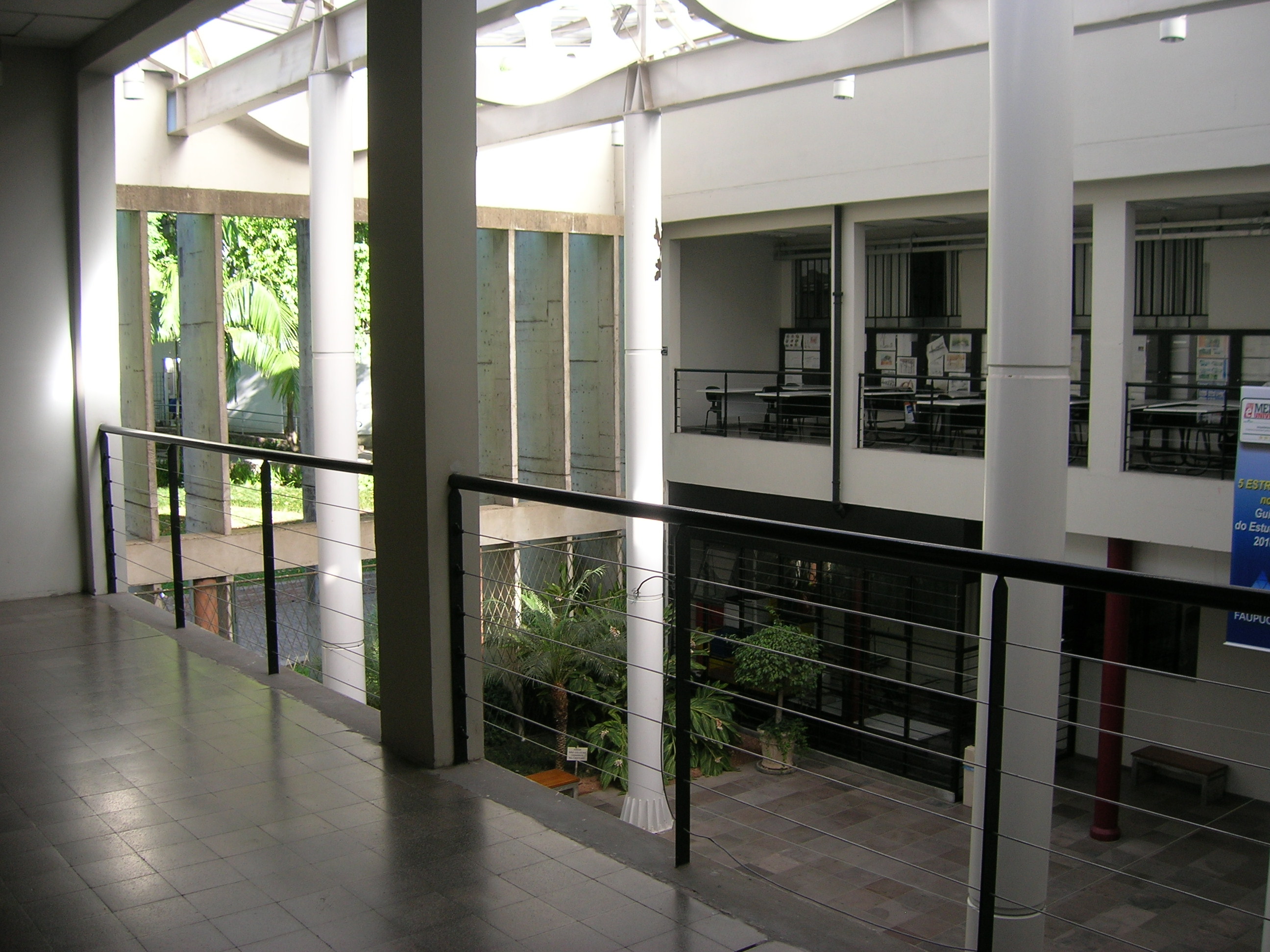
Vista da praça de exposição.

### Graduação
- Arquitetura e Urbanismo;

### Especialização
- Arquitetura e Patrimônio Arquitetônico no Brasil
- Design (Projeto de Produto Industrial)
- Expressão Gráfica
- Paisagismo